# 페루의 정당 목록
페루의 정당은 다당제를 채택하고 있다.

## 주요 정당
- 대중의 힘 - 보수주의, 후지모리주의, 내셔널리즘 정당
- 광역전선 - 진보주의, 사회주의 정당
  - 페루 사회당 - 민주주의, 사회주의 정당
  - 공산당 - 공산주의 정당
- 변화를 위한 페루 - 경제자유주의 정당
- 진보연합 - 보수주의, 자유보수주의, 진보주의 정당
- 대중투쟁 - 개혁주의, 민족주의 정당
- 아메리카 혁명 인민 동맹  - 사회민주주의 정당
- 신바카다

## 군소 정당
- 기독교민주당 - 보수주의, 기독교 민주주의 정당
- 직접민주
- 가능한 페루 - 자유주의, 자유민주주의, 생태주의 정당
- 호프전선
- 페루 국민당 - 민족주의, 사회민족주의 정당
- 국민부활당 - 기독교 근본주의 정당
- 페루 인본당 - 인본주의 정당
- 국민연대당 - 자유주의, 자유보수주의, 보수주의 정당
- 우리는 페루 - 사회주의, 기독교 민주주의 정당
- 캄비오 90 - 사회보수주의, 신자유주의 정당
- 국민갱신 - 보수주의, 기독교 민주주의 정당
- 연합페루당 - 사회민주주의 정당
- 독립도덕전선 - 인문주의 정당
- 강한 페루를 위하여 - 중도주의 정당
- 페루 사회민주당 - 사회민주주의 정당
- 안데스 부흥당 - 중도주의 정당
- 그는 약속을 지킨다 - 보수주의, 후지모리주의 정당
- 페루 공산당-레드 파더랜드 - 공산주의 정당